# Mun (Hautes-Pyrénées)
Mun is een gemeente in het Franse departement Hautes-Pyrénées (regio Occitanie) en telt 108 inwoners (2009). 

## Geografie
De oppervlakte van Mun bedraagt 4,81 km², de bevolkingsdichtheid is dus 22,5 inwoners per km².

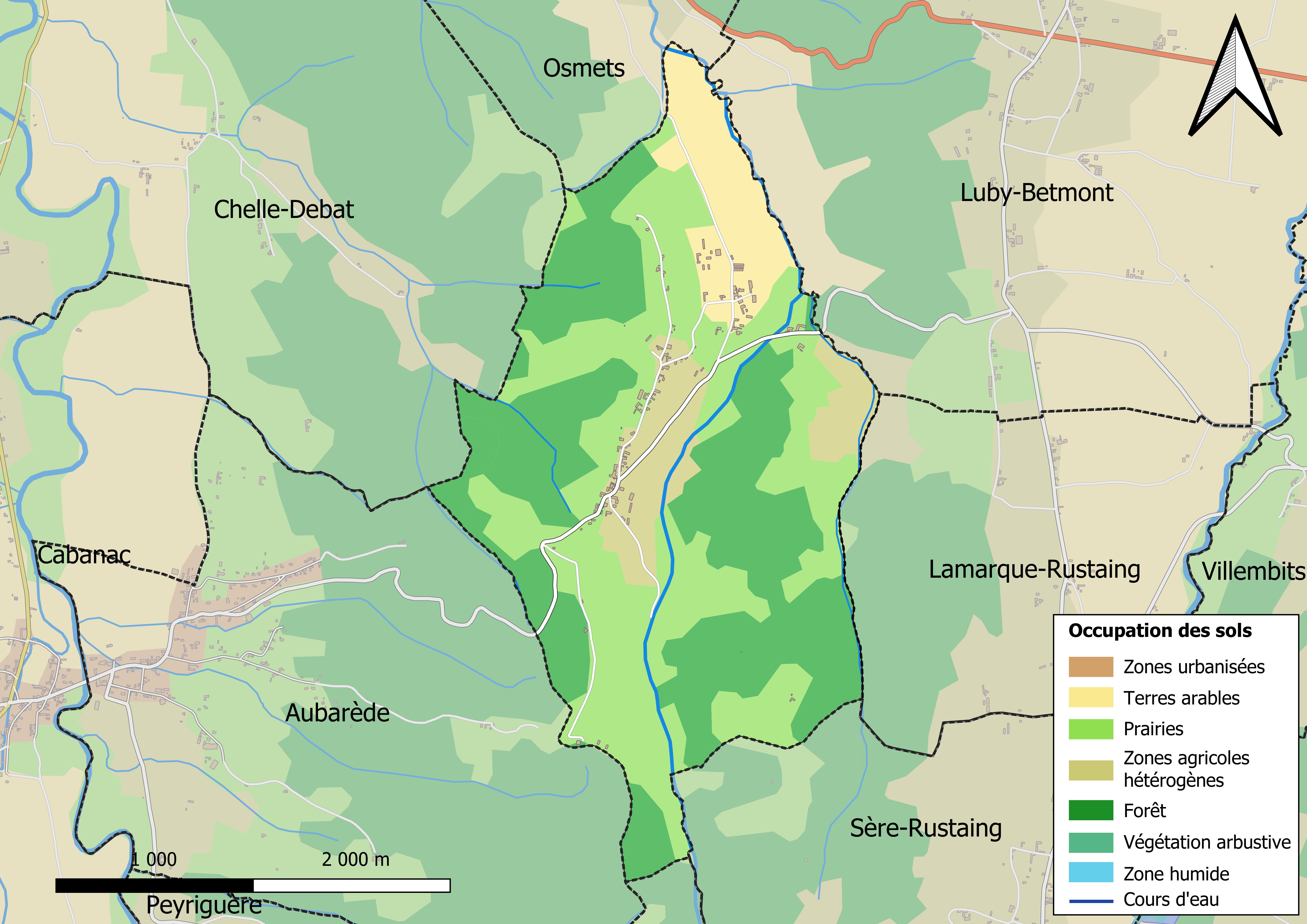
Kaart van de gemeente met belangrijkste infrastructuur, bodemgebruik en omliggende gemeenten

## Demografie
Onderstaande figuur toont het verloop van het inwonertal (bron: INSEE-tellingen).

1. ↑  Populations de référence 2022.